# GTK应用程序列表
以下是使用GTK+或Clutter控件項編寫的程式。這些程式和基於GTK+的桌面環境，例如GNOME、Cinnamon、LXDE、MATE、Pantheon、Sugar、Xfce或ROX桌面互相融合。
與Qt不同，GTK+依賴其它軟件庫，例如GLib、Cairo、Pango或GStreamer。

## 官方GNOME程式
GNOME專案是GTK+、GNOME核心程式和GNOME遊戲最大的貢獻者，同時亦把GTK+最新的技術應用到這些軟件上，以展示它們的能力。以下便是和GNOME一同發佈的程式：
「官方」GNOME程式可以在以下地方找到：
1. GNOME維基：https://wiki.gnome.org/Apps/ （页面存档备份，存于）
2. 維基百科模版 {{GNOME}}
3. 維基百科分類 分類:GNOME

應該無須再建立只是「GNOME程式」的頁面，此頁已根據各GTK+程式的功能而分門別類。

## 用戶界面及程式啓動器
- GNOME Shell – 於GNOME 3.0開始發佈的圖形使用者介面
- Cinnamon – GNOME Shell的衍生桌面環境
- GNOME Panel – 程式啓動器
- Maynard – 原本為樹莓派編寫的桌面環境
- GNOME Panel 以及其衍生軟件
- gnome-pie – [2]一個圓形的程式啓動器

## 教育軟件
- Tux Typing（英语：Tux Typing） – 兒童鍵盤輸入教導軟件
- DrGeo（英语：DrGeo） – 幾何軟件
- GCompris – 兒童娛樂軟件

## 工具軟件

### 操作系統管理
- Baobab – 磁盤使用分析
- GNOME磁盤（英语：GNOME Disks） – 磁盤管理工具；磁盤分割更改；舊稱「Gnome Disk Utility」或「palimpsest」
- GParted – 磁盤管理工具；磁盤分割更改
- GDM – X顯示管理器
- GNOME 鑰匙圈 – 密碼管理器
- GNOME屏幕保護（英语：GNOME Screensaver） – 簡單屏幕保護配置
- Alacarte – 選單編輯器

### 用戶工具
- Cheese – 攝像頭軟件
- Conduit（英语：Conduit (software)） – 檔案同步軟件
- Eye of GNOME（eog） – 圖像瀏覽器
- File Roller – 壓縮檔管理器
- Getting Things GNOME! – 個人工作管理軟件
- gnee（英语：Xnee） – 用戶操作重播軟件的GNOME圖像界面
- GNOME 機櫃 – 遠端系統或虛擬主機處理程式
- GNOME截圖（英语：GNOME Screenshot） – 螢幕截圖程式
- GNOME計算機（英语：GNOME Calculator） – 計算機
- GNOME Commander（英语：GNOME Commander） – 檔案管理器
- Nautilus – 檔案管理器
- GNOME終端（英语：GNOME Terminal） – 模擬終端機
- Gnote – 筆記程式
- GNOME字符映射（英语：GNOME Character Map） – 字符映射圖
- Guvcview –  攝像頭軟件
- Orca（英语：Orca (assistive technology)） – 屏幕閱讀器
- Scribes – 文字編輯器
- Seahorse（英语：Seahorse (software)） – 加密鑰匙管理器
- Sushi（英语：Sushi (software)） – 檔案預覽器
- Tomboy（英语：Tomboy (software)） – 筆記程式
- Vinagre（英语：Vinagre） – VNC遠端操作軟件
- Vino（英语：Vino (VNC server)） – VNC伺服器

## 遊戲
- GNOME遊戲 – 一系列用Vala和C寫成的遊戲

### 抽象策略遊戲
- GNOME象棋 – 國際象棋
- PyChess – 國際象棋
- gmchess[3] – 中國象棋

### 益智遊戲
- GNOME踩地雷（英语：GNOME Mines） – 踩地雷
- gbrainy – 智力題遊戲

## 圖像

### 圖像處理
- GIMP – 點陣圖圖像編輯器
- Inkscape – 向量圖形編輯器
- MyPaint – 點陣圖圖像編輯器
- Pinta – 點陣圖圖像編輯器

### 圖片檢視
- Shotwell – 圖片管理器
- F-Spot – 圖片管理器
- gThumb – 圖像檢視

## 互聯網軟件

### 網頁瀏覽器
- Web – GNOME預設瀏覽器
- Midori – xfce預設瀏覽器
- Uzbl – 簡約瀏覽器
- xombrero（英语：xombrero） – 簡約瀏覽器

### 電郵客戶端
- Balsa – 電郵客戶端
- Thunderbird – 電郵和新聞客戶端
- Claws Mail – 電郵客戶端
- Novell Evolution – 電郵客戶端
- Modest（英语：Modest (email client)） – 電郵客戶端
- Sylpheed – 電郵客戶端

### 多方聯絡軟件
- Empathy – 即時通訊軟件、視像會議instant-messaging client, VoIP and videoconferencing
- Emesene – 即時通訊軟件
- Pidgin – 即時通訊軟件
- Smuxi（英语：Smuxi） – IRC用戶端
- XChat – IRC用戶端
- Gajim – 即時通訊軟件

### 檔案分享
- Deluge - BitTorrent用戶端
- BitTorrent 用戶端
- Transmission – BitTorrent用戶端
- Galago（英语：Galago (software)） – 在線狀態通知
- Gwget – 檔案下載器框架
- Gwibber（英语：Gwibber） – 微博用戶端
- Liferea – RSS閱讀器
- Pan (軟件)（日语：Pan） – Usenet新聞閱讀器

## 辦公室軟件
- AbiWord – 文字處理器
- Ease – 演示應用程序
- GnuCash – 個人和小型企業財務管理程式
- Gnumeric – 試算表
- BOND – 數據庫前端
- Evince – 文件閱覽器
- GNOME字典（英语：GNOME Dictionary） – 字典
- Novell Evolution – 電郵、聯絡人和行事曆客戶端
- OCRFeeder（英语：OCRFeeder） – 光學字符識別客戶端

## 軟件開發工具
- Anjuta – 整合開發環境
- Builder – 一個正在開發的整合開發環境[4]
- Glade – 圖像界面設計
- Gedit – 文字編輯器
- Lazarus - 跨平台整合開發環境
- Devhelp（英语：Devhelp） – 說明瀏覽器
- Nemiver（英语：Nemiver） – C及C++調試器
- Geany – 軟件編寫用的文字編輯器
- Meld (软件) – 檔案版本分別檢視器
- PIDA（英语：PIDA） – 整合開發環境
- Zenity – 用Shell指令碼以創建GTK+對話框
- Bluefish（英语：Bluefish (text editor)） – 網頁設計編輯
- MonoDevelop – 整合開發環境
- Komodo Edit（英语：Komodo Edit） – 整合開發環境
- Gtranslator – 使用gettext的軟件國際化程式
- poedit – gettext
- Scala（英语：Scala (software)） - 音樂程式

## 光盤軟件

### 光盤刻錄
- Brasero – 光盤刻錄程式
- GnomeBaker – 光盤刻錄程式

### 光盤抓取儲存
- Grip（英语：Grip） – CD抓取及播放器
- Thoggen（英语：Thoggen） – DVD備份工具

## 音樂
- Aqualung（英语：Aqualung (software)） - 音樂播放器
- Audacious - 音樂播放器
- Banshee - 跨平台音樂播放器
- Exaile（英语：Exaile） - 網絡電視、音樂播放器
- Miro - 音樂播放器
- Rhythmbox - GNOME預設音樂播放器

## 影片
- GCfilms（英语：GCfilms） – 影片系列管理

### 影片播放器
- Totem – GNOME預設影片播放器

### 影片編輯
- GNOME Subtitles（英语：Gnome Subtitles） – 影片字幕編輯
- OpenShot – 影片編輯器
- Pitivi – 影片編輯器

## 平版電腦軟件
- Xournal（英语：Xournal） – 觸控筆筆記程式
- Jarnal（英语：Jarnal） – 觸控筆筆記程式

## 科學軟件

### 化學
- Ghemical（英语：Ghemical） – 電腦化學程式
- Chemtool（英语：Chemtool） – 用作繪畫化學結構

## 外部連結
- GNOME/GTK+軟件庫 （页面存档备份，存于）
- GTK+軟件庫 （页面存档备份，存于）